# Paraphlegopteryx morsei
Paraphlegopteryx morsei is een schietmot uit de familie Lepidostomatidae. De soort komt voor in het Palearctisch gebied.